# Atelier des feutriers
L'atelier des feutriers, ou atelier de Verecundus, est une ruine de Pompéi située sur la Via dell'Abbondanza, dans la Regio IX (IX 7, 5). Elle est connue pour abriter une fresque de Vénus sur un char.

## FresqueVénus sur un quadrige attelé à des éléphants
La fresque représente Vénus, déesse protectrice de Pompéi, accompagnée de Cupidon et entourée du Génie et de la Fortune de la colonie de Pompéi,. La déesse a ses attributs habituels ː une tour sur la tête, avec un sceptre et un gouvernail dans la main gauche. Sa posture, debout sur un quadrige d'éléphants en forme de proue de navire, est en revanche originale.
L'analyse est qu'il s'agit possiblement d'une copie d'une fresque réalisée sous le règne d'Auguste au temple de Vénus de Pompéi.
La fresque témoigne du tournant dans la manière de représenter la déesse, qui passe d'une inspiration samnite inspirée de Méfitis à une iconographie romaine, où la représentation de Vénus s'inscrit dans celle plus générale des triomphes, auxquels Pompée voulait incorporer physiquement les éléphants et dont Auguste se sert dans les représentations de ses victoires.